# Jubilate Pop Louange
Jubilate Pop Louange est un groupe de musique de pop-louange chrétien français bénévole composé des membres de la famille de Jean-Marin et Emmanuelle d’Hébrail et leurs 11 enfants. Le groupe se produit lors de concerts louange, d’animations de messes ou de festivals chrétiens. Il a produit 3 CD de titres originaux, vendus à environ 6000 exemplaires à ce jour.

## Histoire du groupe

### Les origines
Dans les années 2000, la famille d’Hébrail, composée de nombreux musiciens amateurs, avait pris l’habitude d’accompagner des messes dans différentes villes de France (Toulon, Paris, Brest) dans un style nouveau inspiré de la louange et du rock chrétien proche du groupe Glorious et de la Communauté de l’Emmanuel. Mais c’est en 2013 que, sous l’impulsion d’un prêtre, le groupe est officiellement créé autour de son logo caractéristique centré sur une grande croix. Le groupe s’en tient à cette époque uniquement à des reprises.

### Les premières productions
En 2016, ils sortent leur premier album de 13 titres originaux, « Tu es la lumière! ». Le style est pop-rock et les textes, inspirés de la bible et de prières. En dépit d’arrangements encore très amateur, l’album se vend assez rapidement (2000 exemplaires dans la première année), encourageant le groupe à se perfectionner. Selon Jean-Marin, le père de famille, « nous voulons juste transmettre notre joie de prier et de suivre Jésus par la musique». Ils débutent alors leurs premiers concerts dans la région de Tours, rencontrant ainsi leur public composé essentiellement de jeunes catholiques.
En 2018, le deuxième album « Témoins de sa joie » suit, centré sur la joie de l’Evangile qui transparaît comme fil rouge dans chacun de leurs titres. D’un style tantôt éclatant, tantôt recueilli, les chansons rencontrent à leur tour leur succès et le rythme des concerts s’accélère. Le groupe se produit dans la France entière à l’occasion de week-ends d’aumônerie, de festivals chrétiens, de pèlerinages: Lourdes, Paray-le-Monial, Pellevoisin… 

### L’essor
En Mars 2020, la pandémie met un terme brutal à leurs concerts. La famille se consacre alors à sa chaîne YouTube en diffusant ses titres sur des clips vidéos montés pour la circonstance. Le succès ne se fait pas attendre, la chaîne compte aujourd’hui près de 2 400 000 vues.
En décembre de cette même année sort le troisième album, « Eternel est son amour », au son plus mature, dédié cette fois à l’Amour.
La fin de la pandémie rime pour la famille avec la reprise des concerts. Un quatrième album est d’ores et déjà annoncé.

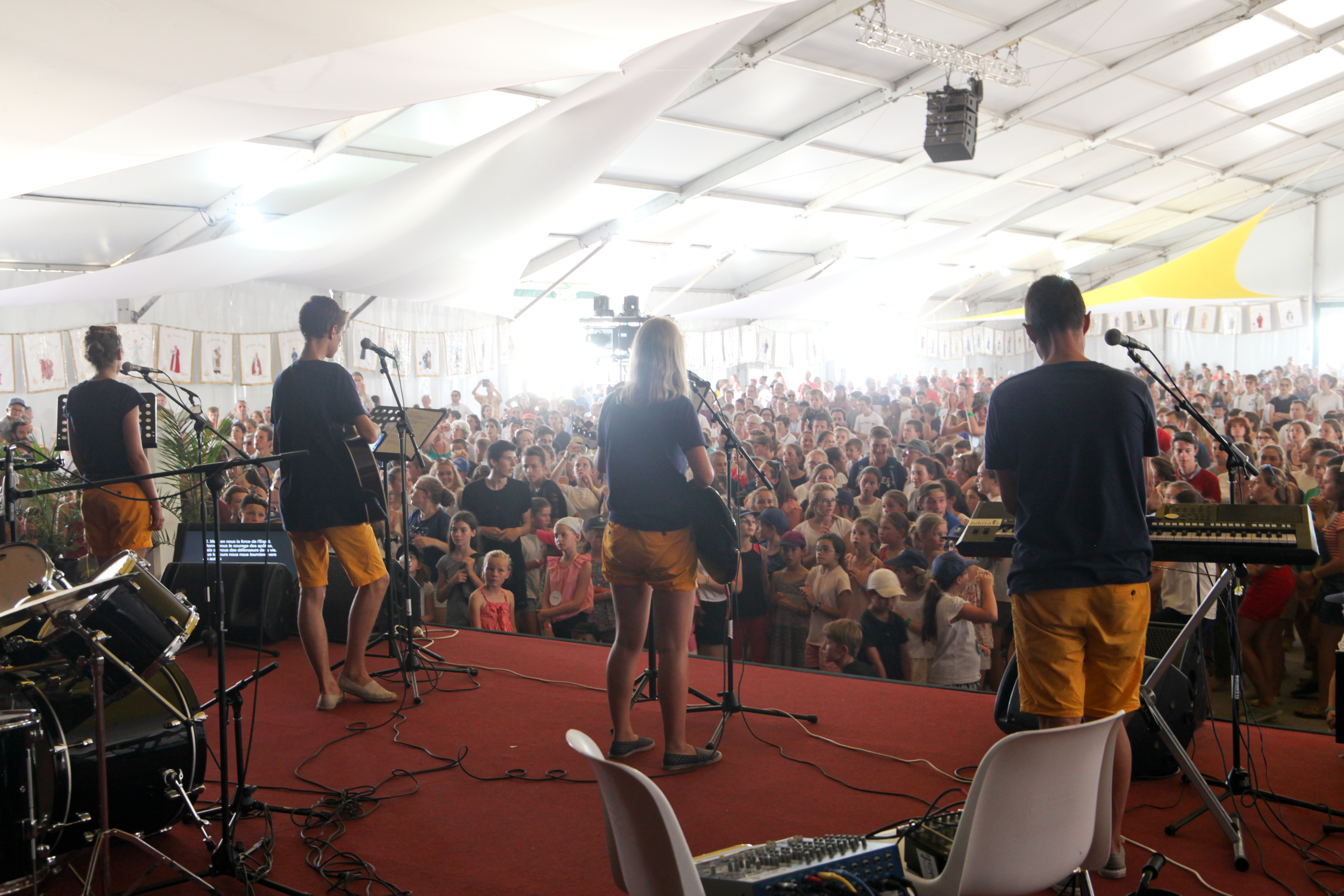
Jubilate Pop Louange en concert à Paray-le-Monial en 2018

### Le livre
Amenée à rencontrer de nombreux prêtres dans toute la France, la famille publie fin 2021 un ouvrage recueillant le témoignage de 35 d’entre eux : « Confidences de prêtres - la joie à cœur ouvert ». Fidèle à leur style, le livre transcrit la joie des serviteurs de Dieu. Il est aujourd’hui vendu à environ 1000 exemplaires.

## Statut
Le groupe est familial et bénévole : l’ensemble des bénéfices des ventes de CD, du livre, et des produits dérivés est reversé aux séminaires de France.

## Discographie et Bibliographie
- Confidences de prêtres - la joie à cœur ouvert, 2021, éditions Jubilate

## Liens internet
- Le site